# Highland Park (Illinois)
Highland Park je město ve Spojených státech amerických. Nachází se v okrese Lake County ve státě Illinois. Ve městě žije přibližně 30 tisíc obyvatel a jeho rozloha činí 31,7 km². Město bylo založeno roku 1869. Je předměstím Chicaga, přičemž je součástí jeho metropolitní oblasti; od centra Chicaga leží přibližně 40 kilometrů severně.

## Rodáci
- Alex Borsteinová (* 1971) – americká herečka
- Jacqueline Careyová (* 1964) – americká spisovatelka
- Grace Slick (* 1939) – americká zpěvačka
- Aaron Swartz (1986–2013) – americký programátor, wikipedista, politický a internetový aktivista
- Edward Weston (1886–1958) – americký fotograf
- William Goldman (1931–2018) – americký spisovatel a scenárista
- John Preskill (* 1953)
- Bill Cassidy (* 1957) – americký politik
- Stephen Glass (* 1972) – bývalý americký novinář

## Partnerská města
- Ferrara, Itálie